# CD154
CD154 é uma proteína que é expressa primeiramente em células T activadas e é membro da superfamília TNF. Liga-se à CD40 em células apresentadoras de antigénios, o que leva a muitos efeitos dependendo do tipo de célula-alvo.
A proteína é expressa na superfície das células T.

## Leitura de apoio
- Parham, Peter (2004). The Immune System 2nd ed. [S.l.]: Garland Science. pp. 169–173. ISBN 0-8153-4093-1
- Tong AW, Stone MJ (1997). «CD40 and the effect of anti-CD40-binding on human multiple myeloma clonogenicity.». Leuk. Lymphoma. 21 (1-2): 1–8. PMID 8907262. doi:10.3109/10428199609067572
- van Kooten C, Banchereau J (2000). «CD40-CD40 ligand.». J. Leukoc. Biol. 67 (1): 2–17. PMID 10647992
- Schattner EJ (2003). «CD40 ligand in CLL pathogenesis and therapy.». Leuk. Lymphoma. 37 (5-6): 461–72. PMID 11042507
- Bhushan A, Covey LR (2002). «CD40:CD40L interactions in X-linked and non-X-linked hyper-IgM syndromes.». Immunol. Res. 24 (3): 311–24. PMID 11817328. doi:10.1385/IR:24:3:311
- Cheng G, Schoenberger SP (2002). «CD40 signaling and autoimmunity.». Curr. Dir. Autoimmun. 5: 51–61. PMID 11826760
- Subauste CS (2002). «CD154 and type-1 cytokine response: from hyper IgM syndrome to human immunodeficiency virus infection.». J. Infect. Dis. 185 Suppl 1: S83–9. PMID 11865444. doi:10.1086/338003
- Kornbluth RS (2003). «An expanding role for CD40L and other tumor necrosis factor superfamily ligands in HIV infection.». J. Hematother. Stem Cell Res. 11 (5): 787–801. PMID 12427285. doi:10.1089/152581602760404595
- Xu Y, Song G (2005). «The role of CD40-CD154 interaction in cell immunoregulation.». J. Biomed. Sci. 11 (4): 426–38. PMID 15153777. doi:10.1159/000077892